# Torneo Apertura 2003 (Chile)
El Campeonato Nacional de Apertura “BancoEstado” de Primera División de Fútbol Profesional fue el primer torneo de la temporada 2003 de la primera división chilena de fútbol. Comenzó en febrero y finalizó en junio de 2003. Su transmisión en vivo fue a través del canal CDF. El campeón fue Cobreloa, que derrotó en la final a Colo-Colo a doble partido, tras empatar a cero en el Estadio Monumental y ganar por 4 a cero en la vuelta disputada en el Estadio Municipal de Calama.
Fue el primer título de Cobreloa en once años. Cobreloa también había sido primero en la Fase Clasificatoria, con 31 puntos, mientras que el otro finalista de la fase de eliminatorias, Colo-Colo, había sido sexto con 23 puntos. Además de a Colo-Colo en la final, Cobreloa eliminó en la fase de eliminatorias a Unión Española, Santiago Wanderers y a Huachipato. A este último lo hizo con gol de oro.
Esta temporada contó con el debut en la categoría de la Universidad de Concepción.

## Ascensos y descensos
| Pos | Equipos ascendidos        |
| --- | ------------------------- |
| 1º  | Deportes Puerto Montt     |
| 2º  | Universidad de Concepción |

| Prom | Equipos descendidos en la temporada 2002 |
| ---- | ---------------------------------------- |
| 15º  | Deportes Concepción                      |
| 16º  | Santiago Morning                         |

## Equipos por región
| Región               | N.º | Equipos                                                                                            |
| -------------------- | --- | -------------------------------------------------------------------------------------------------- |
| Región Metropolitana | 6   | Audax Italiano, Colo-Colo , Palestino, Unión Española, Universidad Católica y Universidad de Chile |
| Valparaíso           | 2   | Santiago Wanderers y Unión San Felipe                                                              |
| Biobío               | 2   | Huachipato y Universidad de Concepción                                                             |
| Antofagasta          | 1   | Cobreloa                                                                                           |
| Atacama              | 1   | Cobresal                                                                                           |
| Coquimbo             | 1   | Coquimbo Unido                                                                                     |
| Maule                | 1   | Rangers                                                                                            |
| Araucanía            | 1   | Deportes Temuco                                                                                    |
| Los Lagos            | 1   | Deportes Puerto Montt                                                                              |

|
| Audax Italiano Universidad de Chile Colo-Colo Universidad Católica Unión Española Palestino |

## Fase Regular

### Grupos

#### Grupo A
| Pos | Equipo         | Pts | PJ | G  | E | P | GF | GC | DIF |
| --- | -------------- | --- | -- | -- | - | - | -- | -- | --- |
| 1   | Cobreloa       | 31  | 15 | 10 | 1 | 4 | 26 | 16 | 10  |
| 2   | Huachipato     | 21  | 15 | 6  | 3 | 6 | 22 | 22 | 0   |
| 3   | Unión Española | 18  | 15 | 5  | 3 | 7 | 24 | 32 | -8  |
| 4   | Palestino      | 17  | 15 | 5  | 2 | 8 | 18 | 28 | -10 |

#### Grupo B
| Pos | Equipo                | Pts | PJ | G | E | P  | GF | GC | DIF |
| --- | --------------------- | --- | -- | - | - | -- | -- | -- | --- |
| 1   | Deportes Puerto Montt | 25  | 15 | 7 | 4 | 4  | 26 | 22 | 4   |
| 2   | Universidad de Chile  | 20  | 15 | 4 | 8 | 3  | 30 | 24 | 6   |
| 3   | Unión San Felipe      | 13  | 15 | 3 | 4 | 8  | 13 | 26 | -13 |
| 4   | Coquimbo Unido        | 8   | 15 | 2 | 2 | 11 | 12 | 30 | -18 |

#### Grupo C
| Pos | Equipo             | Pts | PJ | G | E  | P | GF | GC | DIF |
| --- | ------------------ | --- | -- | - | -- | - | -- | -- | --- |
| 1   | Audax Italiano     | 26  | 15 | 8 | 2  | 5 | 37 | 30 | 7   |
| 2   | Cobresal           | 21  | 15 | 6 | 3  | 6 | 27 | 19 | 8   |
| 3   | Rangers            | 20  | 15 | 3 | 11 | 1 | 28 | 26 | 2   |
| 4   | Santiago Wanderers | 19  | 15 | 5 | 4  | 6 | 24 | 23 | 1   |

#### Grupo D
| Pos | Equipo                    | Pts | PJ | G | E | P | GF | GC | DIF |
| --- | ------------------------- | --- | -- | - | - | - | -- | -- | --- |
| 1   | Universidad de Concepción | 24  | 15 | 7 | 3 | 5 | 29 | 21 | 8   |
| 2   | Universidad Católica      | 24  | 15 | 6 | 6 | 3 | 27 | 20 | 7   |
| 3   | Colo-Colo                 | 23  | 15 | 6 | 5 | 4 | 28 | 23 | 5   |
| 4   | Deportes Temuco           | 18  | 15 | 5 | 3 | 7 | 24 | 33 | -9  |

 Pts=Puntos; PJ=Partidos jugados; G=Partidos ganados; E=Partidos empatados; P=Partidos perdidos; GF=Goles a favor; GC=Goles en contra; DIF=Diferencia de gol
|  | Clasificado a cuartos de final |
|  | Clasificado a repechaje        |
|  | Eliminado                      |

### Tabla general
| Pos | Equipo                    | Pts | PJ | G  | E  | P  | GF | GC | DIF |
| --- | ------------------------- | --- | -- | -- | -- | -- | -- | -- | --- |
| 1   | Cobreloa                  | 31  | 15 | 10 | 1  | 4  | 26 | 16 | 10  |
| 2   | Audax Italiano            | 26  | 15 | 8  | 2  | 5  | 37 | 30 | 7   |
| 3   | Deportes Puerto Montt     | 25  | 15 | 7  | 4  | 4  | 26 | 22 | 4   |
| 4   | Universidad de Concepción | 24  | 15 | 7  | 3  | 5  | 29 | 21 | 8   |
| 5   | Universidad Católica      | 24  | 15 | 6  | 6  | 3  | 27 | 20 | 7   |
| 6   | Colo-Colo                 | 23  | 15 | 6  | 5  | 4  | 28 | 23 | 5   |
| 7   | Cobresal                  | 21  | 15 | 6  | 3  | 6  | 27 | 19 | 8   |
| 8   | Huachipato                | 21  | 15 | 6  | 3  | 6  | 22 | 22 | 0   |
| 9   | Universidad de Chile      | 20  | 15 | 4  | 8  | 3  | 30 | 24 | 6   |
| 10  | Rangers                   | 20  | 15 | 3  | 11 | 1  | 28 | 26 | 2   |
| 11  | Santiago Wanderers        | 19  | 15 | 5  | 4  | 6  | 24 | 23 | 1   |
| 12  | Unión Española            | 18  | 15 | 5  | 3  | 7  | 24 | 32 | -8  |
| 13  | Deportes Temuco           | 18  | 15 | 5  | 3  | 7  | 24 | 33 | -9  |
| 14  | Palestino                 | 17  | 15 | 5  | 2  | 8  | 18 | 28 | -10 |
| 15  | Unión San Felipe          | 13  | 15 | 3  | 4  | 8  | 13 | 26 | -13 |
| 16  | Coquimbo Unido            | 8   | 15 | 2  | 2  | 11 | 12 | 30 | -18 |

#### Repechaje
Jugado en partido único. En negrita el equipo clasificado a sextos de final.
| Llave | Equipo local     | Equipo visitante   | Resultado |
| ----- | ---------------- | ------------------ | --------- |
| R1    | Unión San Felipe | Santiago Wanderers | 2 - 2     |

## Sextos de final
Se jugaron entre el 31 de mayo y el 16 de junio de 2003. En la tabla se muestran los equipos según la localía en el partido de ida. En negrita los equipos clasificados a cuartos de final. Huachipato y Colo-Colo clasificaron a cuartos de final como mejores perdedores. Se recurrió a gol de oro.
| Equipo local         | Equipo visitante          | Ida   | Vuelta        | Puntos            |
| -------------------- | ------------------------- | ----- | ------------- | ----------------- |
| Cobresal             | Colo-Colo                 | 3 - 0 | 0 - 2 (1 - 0) | 3 - 3 gol de oro. |
| Universidad de Chile | Universidad de Concepción | 0 - 0 | 3 - 3 (0 - 1) | 1 - 4 gol de oro. |
| Huachipato           | Universidad Católica      | 1 - 2 | 1 - 0 (0 - 1) | 3 - 3 gol de oro  |
| Rangers              | Puerto Montt              | 2 - 1 | 0 - 2 (0 - 1) | 3 - 3 gol de oro  |
| Santiago Wanderers   | Audax Italiano            | 3 - 1 | 0 - 0         | 4 - 1             |
| Unión Española       | Cobreloa                  | 3 - 3 | 2 - 2 (0 - 1) | 1 - 4 gol de oro  |

## Cuartos de final
Se jugaron entre el 18 de junio y el 22 de junio de 2003. En la tabla se muestran los equipos según la localía en el partido de ida. En negrita los equipos clasificados a semifinales. Se recurrió a gol de oro.
| Equipo local       | Equipo visitante          | Ida   | Vuelta        | Puntos            |
| ------------------ | ------------------------- | ----- | ------------- | ----------------- |
| Cobresal           | Universidad de Concepción | 2 - 1 | 1 - 6 (0 - 1) | 3 - 3 gol de oro. |
| Santiago Wanderers | Cobreloa                  | 1 - 3 | 2 - 4         | 0 - 6             |
| Huachipato         | Deportes Puerto Montt     | 2 - 0 | 3 - 2         | 6 - 0             |
| Colo-Colo          | Universidad Católica      | 2 - 3 | 1 - 0 (4 - 3) | 3 - 3 4-3 penales |

## Semifinales
Se jugaron entre el 25 de junio y el 29 de junio de 2003. En la tabla se muestran los equipos según la localía en el partido de ida. En negrita los equipos clasificados a la final. Se recurrió a gol de oro.
| Equipo local | Equipo visitante          | Ida   | Vuelta        | Puntos            |
| ------------ | ------------------------- | ----- | ------------- | ----------------- |
| Huachipato   | Cobreloa                  | 2 - 1 | 0 - 1 (0 - 1) | 3 - 3 gol de oro. |
| Colo-Colo    | Universidad de Concepción | 3 - 0 | 3 - 2         | 6 - 0             |

## Final
| 3 de julio de 2003 | Colo-Colo | 0:0 (0:0) | Cobreloa | Estadio Monumental, Santiago                                     |  |
|                    |           |           |          | Asistencia: 40.000 espectadores Árbitro(s): Rubén Selmán (Chile) |  |

| 6 de julio de 2003 | Cobreloa                                | 4:0 (1:0) | Colo-Colo | Estadio Municipal de Calama, Calama                                |                                                                    |
|                    | Fuentes 28' · Diaz 67' · Galaz 72', 87' |           |           | Asistencia: 10.776 espectadores Árbitro(s): Carlos Chandía (Chile) | Asistencia: 10.776 espectadores Árbitro(s): Carlos Chandía (Chile) |

## Campeón
|           |
| Cobreloa  |
| 6° título |

## Goleadores
| Jugador              | Jugador            | Goles | Equipo                    |
| -------------------- | ------------------ | ----- | ------------------------- |
| Bandera de Paraguay  | Salvador Cabañas   | 18    | Audax Italiano            |
| Bandera de Chile     | Juan Quiroga       | 12    | Cobresal                  |
| Bandera de Argentina | José Luis Díaz     | 11    | Cobreloa                  |
| Bandera de Chile     | Patricio Galaz     | 11    | Cobreloa                  |
| Bandera de Chile     | Marcelo Corrales   | 11    | Deportes Puerto Montt     |
| Bandera de Chile     | Joel Soto          | 11    | Santiago Wanderers        |
| Bandera de Chile     | Elton Troncoso     | 10    | Deportes Temuco           |
| Bandera de Chile     | Mauricio Pinilla   | 10    | Universidad de Chile      |
| Bandera de Uruguay   | Gustavo Biscayzacú | 10    | Unión Española            |
| Bandera de Argentina | Fernando Rodríguez | 9     | Cobresal                  |
| Bandera de Chile     | Ignacio Quinteros  | 9     | Colo-Colo                 |
| Bandera de Chile     | Iván Zamorano      | 8     | Colo-Colo                 |
| Bandera de Chile     | Mario Núñez        | 8     | Palestino                 |
| Bandera de Argentina | Sergio Gioino      | 8     | Universidad Católica      |
| Bandera de Chile     | Marco Olea         | 8     | Universidad de Concepción |